# Kunoichi

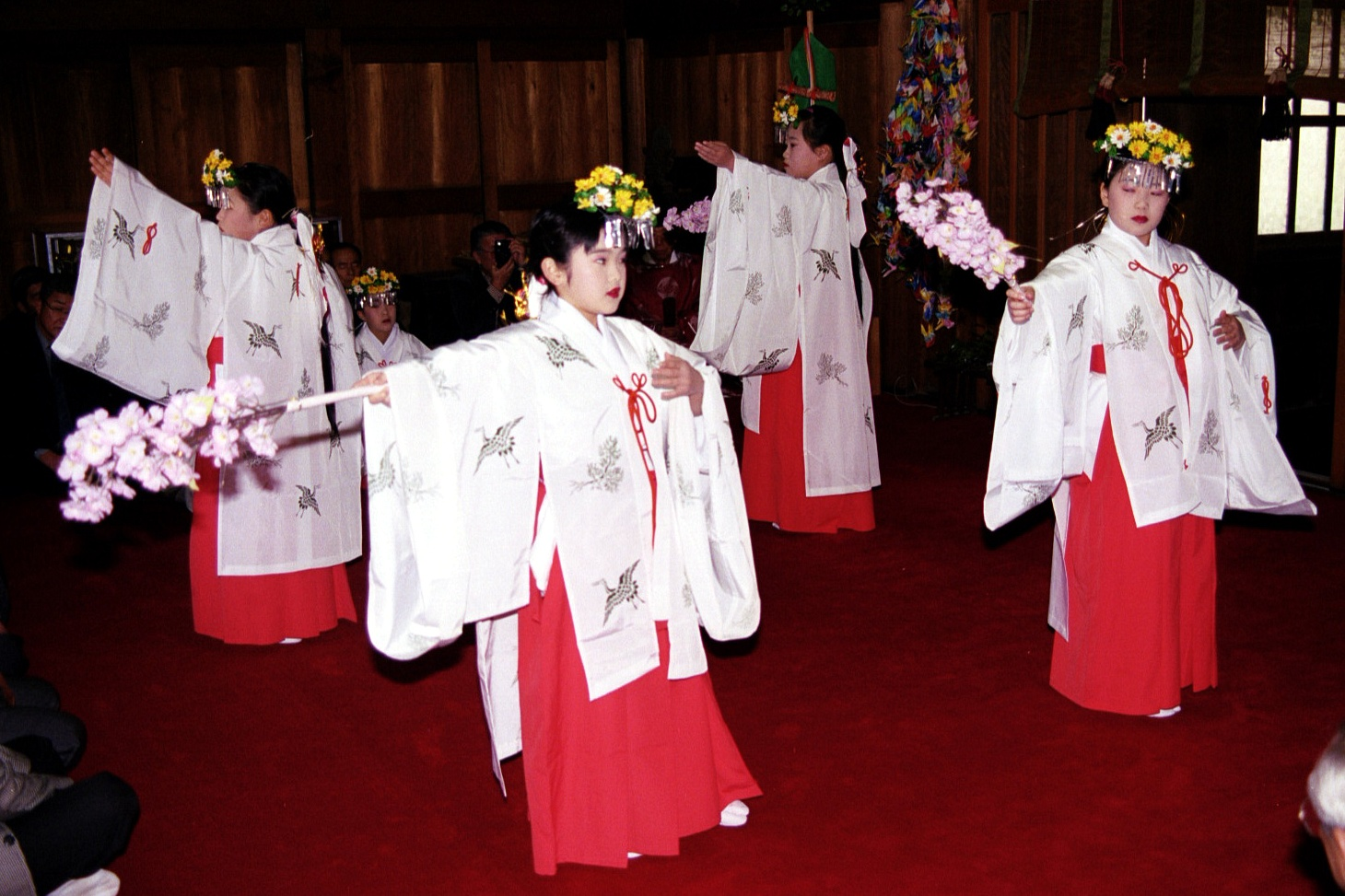
Toyosaka - No Rice (Danza de la Doncella del Santuario).

Las kunoichi (くノ一?), según la cultura popular japonesa, son mujeres ninja o practicantes de ninpo o ninjutsu. El término fue popularizado en gran medida por el autor Futaro Yamada en su novela Ninpō Hakkenden (忍法八犬伝) en 1964.
El entrenamiento habitual de las kunoichi difería radicalmente en el conjunto de habilidades del ninja, si bien mantenían un núcleo común: taijutsu, ninjutsu, etc. Se las instruía específicamente en un grupo de destrezas como la farmacología para la preparación de venenos.[cita requerida]
La principal Jonin ninja de clanes femeninos fue Chiyome Mochizuki de la familia ninja de Koga, quien entrenaba niñas huérfanas e indigentes dándoles trato de monjas y utilizando sus servicios como espías.
Las Kunoichi actuaban como espías seduciendo señores feudales para matarlos o conseguir información importante.
Se dice que la belleza de las Kunoichi era tan grande que no había hombre que se resistiera a su mortal seducción. [cita requerida]
Las ninja fueron entrenadas principalmente para la seducción y es por ello que su enseñanza también abarcaba las relaciones sexuales, llegando incluso hasta el matrimonio para cumplir la misión.[cita requerida]

## Etimología
Se cree que el término deriva del nombre de los caracteres que se asemejan a los tres trazos en la letra kanji para mujer (女 onna?); se dice en el orden en que son escritos: ku (く) - no (ノ) - ichi (一). Principios de citas literarias incluyen Enshū Senkuzuke Narabi Nihyaku In (遠舟千句附并百韵?) (1680), así como Maekuzukeshū (前句付集?) (1716), que específicamente asocia la palabra con el kanji 女 apoyando a la etimología. La escritura de "く ノ 一" requiere del uso de un carácter de cada sistema japonés de la escritura - primero hiragana, luego katakana, y por último kanji. Mientras hiragana y kanji pueden existir en la misma palabra, katakana en general, no puede aparecer en relación con los demás. Hay excepciones a esta, por ejemplo, "ゴミ箱", "消しゴム".
Una etimología popular que se deriva el término de 九 能 一 (能 "nō": talento) con números japoneses "ku" (九) para "nueve", la partícula "no" (の) para "y", e "ichi"(一) para "uno", traducido literalmente como "Uno de nueve". El significado de este nombre se deriva del número de orificios en un cuerpo femenino. Un hombre tiene ocho, una mujer tiene uno más (la abertura vaginal) y también posee las habilidades para hacer uso de este orificio. Otra teoría afirma que el término es apócrifo y acuñado en los escritos del novelista Futaro Yamada.

## Especialización
Durante los primeros años, las practicantes de ninjutsu siguen el mismo entrenamiento que sus contra partes masculinas, practicando junto a ellos. Luego, su entrenamiento se centra más en los disfraces, venenos, y el uso de la seducción. Por lo general, se disfrazan de geishas, prostitutas, artistas, adivinas así como de empleadas domésticas, lo que les permitiría muchas oportunidades para obtener información o acercarse a una víctima. [cita requerida]
Las prendas femeninas ofrecían la posibilidad de esconder armas entre los pliegues de ropa. Aprendían a usar el Tessen o abanico japonés, así como a aprovechar los palillos para sujetar el pelo en forma de Bo shuriken.